# Рудне (станція)
Ру́дне — вузлова, проміжна залізнична станція 5-го класу Львівської дирекції залізничних перевезень Львівської залізниці на перетині двох ліній Рясна — Рудне та Львів — Мостиська II між станціями Клепарів (8 км), Львів (6 км) та Мшана (11 км). Розташована за пасажирським вагонним депо Львів на північній околиці міста Львів Львівської міської ради Львівської області. Є крайньою залізничною станцією в межах Львова.

## Історія
Рух залізничною лінією Львів — Мостиська II було відкрито 4 листопада 1861 року, тож вона є найстарішою залізницею на Львівщині. У 1964 році на цій лінії відкрита залізнична станція Рудне.
У 1972 році станція електрифікована постійним струмом (=3 кВ) в складі дільниці Львів — Мостиська II.
До 1995 року курсував електропоїзд сполученням Львів — Рудне, який здійснював два вечірніх рейси о 17:04 та 21:00 з проміжними зупинками Депо-Схід,  Клепарів, Батарівка, Рясна, Конвеєр, Рясна II, Білогорща та у зворотному напрямку о 18:00 та 21:53 з тими ж проміжними та кінцевою зупинкою на станції Клепарів. Загальний час у дорозі електропоїздів становив 46 хвилин у напрямку Рудна та 35 хвилин — до Клепарова.

## Пасажирське сполучення
На станції Рудне зупиняються електропоїзди сполученням  Львів — Мостиська II (Шегині) та Львів — Шкло-Старжиська та у зворотному напрямку.